# 亞洲樂園
亞洲樂園，舊址位於桃園市大溪區（時為桃園縣大溪鎮），亦在石門水庫的西側，曾是1980年代的知名遊樂園。

## 簡史
曾號稱是亞洲第一座大型機械式遊樂園的亞洲樂園，當年結合石門水庫的山光水色，自1978年2月5日開幕後，一直風光到1989年，之後經營逐漸走下坡，於1998年封園，但園區內的雲霄飛車、鬼屋等遊樂設施卻直至2005年才進行拆除。

## 外部連結
- 開幕當年亞洲樂園的畫面